# Lluís Simarro Lacabra
Lluís Simarro Lacabra (1851-1921), fou psicòleg i metge; fill del pintor de Xàtiva, Ramon Simarro i Oltra nasqué a Roma durant un viatge de treball d'aquest darrer.
Després de la prompta i dramàtica mort dels seus pares Lluís fou internat en un col·legi, primer a Xàtiva i després a València. Allí Simarro fou expulsat del col·legi de frares on estudiava quan aquestos li descobriren un exemplar de L'origen de les espècies de Darwin. Després el seu republicanisme el va obligar a emigrar a Madrid per acabar els seus estudis. Allí es convertí, a principis de segle xx, en el primer professor universitari de psicologia a l'Estat Espanyol.
Actualment hi ha un IES a Xàtiva amb el seu nom.